# El Apartadero, Guanajuato
El Apartadero är en ort i Mexiko.   Den ligger i kommunen Atarjea och delstaten Guanajuato, i den centrala delen av landet, 210 km norr om huvudstaden Mexico City. El Apartadero ligger 1 996 meter över havet och antalet invånare är 133.
Terrängen runt El Apartadero är kuperad åt sydost, men åt nordväst är den bergig. Runt El Apartadero är det ganska glesbefolkat, med 24 invånare per kvadratkilometer. Närmaste större samhälle är El Frontoncillo, 12,3 km söder om El Apartadero. Trakten runt El Apartadero består i huvudsak av gräsmarker.